# Sacramento Regional Transit District

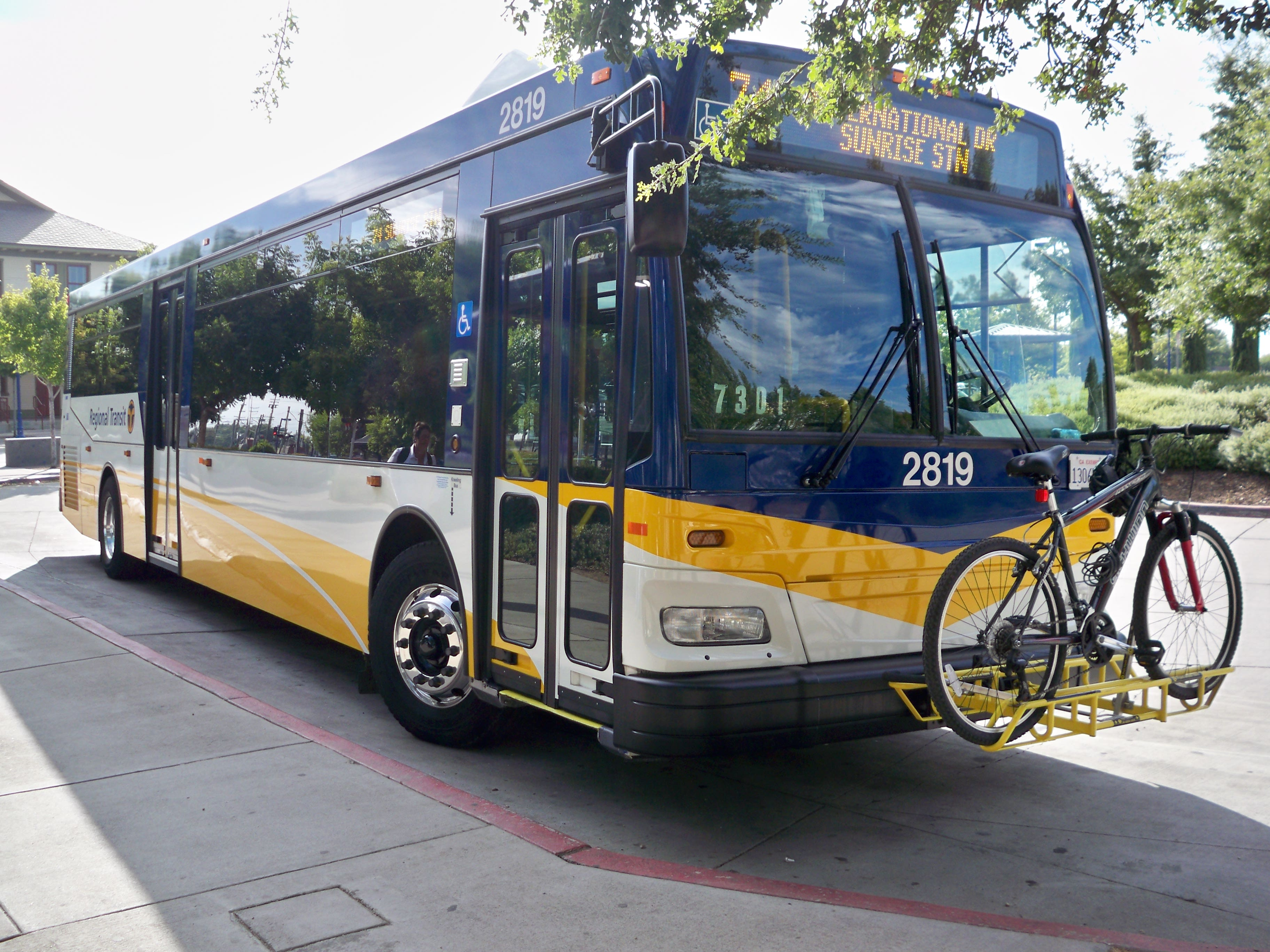
Een bus van Sacramento Regional Transit.

Het Sacramento Regional Transit District, beter bekend als RT, is het agentschap dat verantwoordelijk is voor het openbaar vervoer in en rond Sacramento, de hoofdstad van de Amerikaanse staat Californië. Het agentschap opereert zo'n 60 buslijnen en een uitgebreid lightrailnetwerk met drie lijnen in een gebied dat meer dan 1000 km² groot is. Het is het op tien na drukste lightrailsysteem van de Verenigde Staten.
Het agentschap bedient de stad Sacramento, alsook grote delen in het noorden van Sacramento County, inclusief de plaatsen Arden-Arcade, Carmichael, Citrus Heights, Fair Oaks, Florin, Gold River, North Highlands, Orangevale, Rancho Cordova, Rio Linda and Rosemont. Tot halverwege de jaren 2000 reden er ook snelle bussen tussen Downtown Sacramento en Elk Grove, ten zuidoosten van de stad, maar sinds 2005 wordt dat gebied bediend door de bussen van e-tran.

## Geschiedenis
RT werd operatief op 1 april 1973. Later dat jaar werd er een nieuw onderhoudscentrum afgewerkt en kocht het agentschap 103 bussen aan. RT bleef het daaropvolgende decennium groeien, met steeds uitgebreidere busdiensten in en rond Sacramento. Door een samenwerking tussen ambtenaren en verkozenen in de stad, county en staat werden er plannen gemaakt voor een lightraillijn. In 1987 werd een 29,5 km lange "starter line" tussen de Interstate 80, de noordoostelijke verkeersas, en de Highway 50 in het oosten in gebruik genomen. Het aantal passagiers nam toe en het netwerk werd steeds verder uitgebreid.

## Lightrail

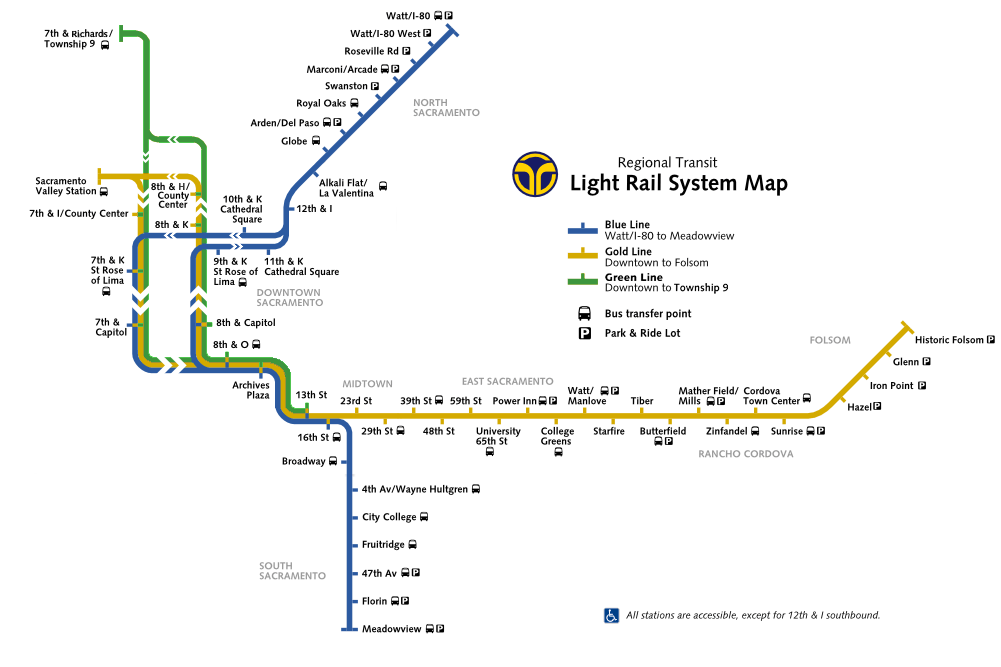
Schematische kaart van het RT-lightrailnetwerk.

RT baat een lightrailnetwerk van 62,12 km uit. Er zijn drie lijnen, 48 stations en 76 rijtuigen. Het rollend materieel bestaat uit Siemens-Duewag U2a-voertuigen en, sinds 2003, rijtuigen van CAF.
Voor de besparingen van juni 2010, reden de treinen tussen half 5 's ochtends en 1 uur 's nachts, met overdag 15 minuten tussen de verschillende treinen. Door de besparingen rijden ze nu alleen nog van half 5 tot 10 uur 's avonds. De tijd tussen twee treinen bedraagt 's avonds en in de weekends nu een halfuur.
Dagelijks stappen er zo'n 44.400 reizigers op de treinen van RT. De drukste halte St. Rose of Lima Park, in het hartje van Sacramento, met 10.100 op- en afstappende passagiers per weekdag.
De drie lightrail-lijnen van het RT-netwerk zijn:
-  Blue Line — van de halte Watt/I-80 in North Highlands (noord) naar de halte Meadowview in South Sacramento (zuid)
-  Gold Line — van het Sacramento Valley Station (west) naar de halte Historic Folsom in Folsom (oost)
-  Green Line — van de halte 7th and Richards/Township 9 (noord) naar de halte 13th Street (zuid)